# Iglesia de San Eustaquio (Oranjestad)
La Iglesia de San Eustaquio(en neerlandés: Sint Eustatius Kerk; en inglés: Saint Eustatius Church) es el nombre que recibe un edificio religioso que está afiliado a la Iglesia católica y se encuentra en la pequeña localidad de Oranjestad (que no debe ser confundida con la ciudad del mismo nombre en Aruba) la capital de la isla caribeña de San Eustaquio un territorio dependiente del Reino de los Países Bajos que la incluye en el Caribe Neerlandés.
El templo sigue el rito romano o latino y depende de la diócesis católica de Willemstad (Dioecesis Gulielmopolitana) con sede en la isla de Curazao. Se encuentra muy cerca de dos atracciones de la isla el Fuerte Oranje y el Museo de San Eustaquio.